# Вила дељи Уливи (Кјети)
Вила дељи Уливи је насеље у Италији у округу Кјети, региону Абруцо.
Према процени из 2011. у насељу је живело 33 становника. Насеље се налази на надморској висини од 297 м.